# Желєзнічар (Белград)
Футбольний клуб «Желєзнічар» (Белград) або просто Желєзнічар (серб. Фудбалски клуб Железничар Београд) — професійний сербський футбольний клуб з міста Белград.

## Історія
«Желєзнічар» було засновано в 1924 році, коли група робітників Головної залізничної станції Белграду розпочала грати в футбол. Протягом цього року вони заснували власний клуб. У футбольних змаганнях команда дебютувала в сезоні 1927/28 років й посіла підсумкове 5-е місце. На шляху подальших виступів клубу були постійні фінансові проблеми. У 1935 році клубу вдалося побудувати власний стадіон, названий на честь клубу. На матчі, присвяченому відкриттю стадіону, «залізничники» з рахунком 12:0 розгромили ФК «Граджанськи» (Земун). Клуб продовжував виступати до початку Другої світової війни.
Під час війни клуб не був активним, але по її завершенні відновив свою діяльність. «Желєзнічар» почав виступати у найвищих футбольних дивізіонах чемпіонату країни. Так на початку 1950-х років брав участь у Єдиній спортивній лізі (Jedinstvena sportska Liga). Пізніше був переведений у Першу лігу Белграда. У 1989 році вийшов до Белградської зони, на той час найвищого дивізіону чемпіонату Белграда.
З 1995 року виступав у Сербській лізі Белград, але найбільшого успіху досяг у 1999 році, коли зумів завоювати путівку до Другої ліги ФР Югославії - зона «Північ», в якій виступав до 2003 року, коли його було понижено в класі рішенням футбольного керівництва у зв'язку зі змінами в форматі проведення чемпіонату.

## Відомі гравці
- Милорад Арсеньєвич
- / Владимир Зеленбаба

## Відомі тренери
- Милорад Арсеньєвич